# Angolaschwalbe
Die Angolaschwalbe (Hirundo angolensis) ist eine Vogelart aus der Familie der Schwalben (Hirundinidae).
Der Vogel wurde als konspezifisch mit der Singschwalbe (Hirundo lucida) angesehen.

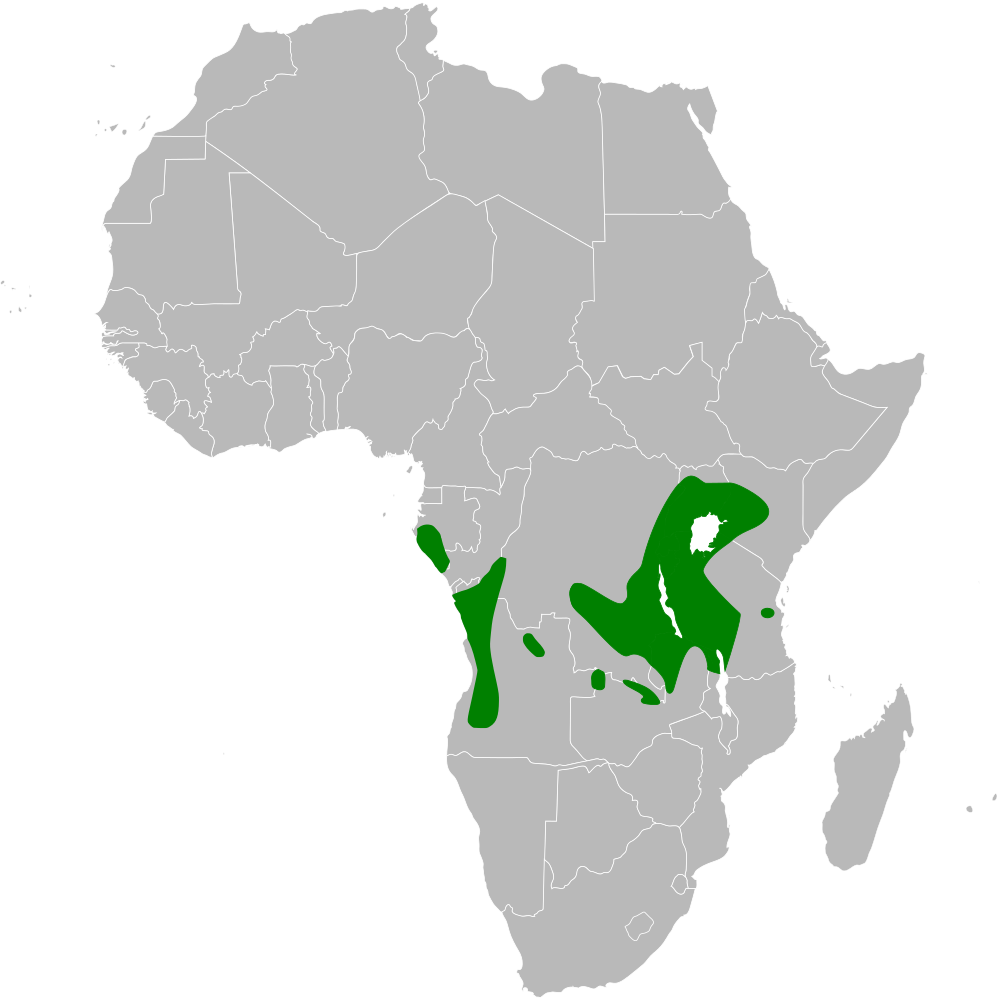
Vorkommen der Angolaschwalbe

Der Vogel kommt in Subsahara-Afrika vor in Westgabun, in der Republik Kongo, im Westen und Norden Angolas, im Nordosten und Osten der Demokratischen Republik Kongo, von Uganda und Westkenia bis Sambia, Tansania und Nordmalawi.
Der Lebensraum umfasst offenes Gelände, Grasflächen, Kulturflächen, menschliche Siedlungen, Sümpfe, Waldränder und Lichtungen von 700 bis 2600 m Höhe.
Der Artzusatz bezieht sich auf Angola.
Dieser Vogel ist überwiegend ein Standvogel, außerhalb der Brutzeit verschwindet er von Dezember bis März in Sambia.

## Merkmale
Die Art ist 14–15 cm groß und wiegt 12–20 g, etwas kleiner und kompakter als die ansonsten sehr ähnliche Rauchschwalbe (Hirundo rustica). Die Stirn ist dunkel rotbraun bis kastanienbraun, Scheitel und Oberseite sind glänzend stahlblau. Die Flügel und der mäßig gegabelte Schwanz sind schwarz mit großen weißen Flecken gegen Federende, die beiden innersten Steuerfedern tragen keine Flecken. Kehle und obere Brust sind dunkel rotbraun bis kastanienbraun, ein schmales blau-schwarzes Brustband ist in der Mitte unterbrochen, das Kastanienbraun der Kehle zieht durch dieses unterbrochene blaue Brustband, ein charakteristisches Erkennungsmerkmal. Die übrige Unterseite ist aschfarben bis bräunlich-grau, die Unterschwanzdecken und Unterflügeldecken sind dunkler. Weibchen haben kürzere äußere Steuerfedern. Jungvögel sind matter und brauner mit gelbbrauner Kehle und kürzeren Schwanzfedern, blass rotbraun statt rot und weniger glänzend.
Der Vogel unterscheidet sich von der Rauchschwalbe und Singschwalbe durch die heller blaue Oberseite, die deutlichen großen weißen Schwanzflecken und die graue, nicht cremefarbene Unterseite, auch ist der Schwanz stärker gegabelt als bei der Rauchschwalbe.
Die Art ist monotypisch.
Mitunter werden Vögel in Ostafrika als separate Unterart (Ssp.) Hirundo angolensis arcticincta, Sharpe, 1891, abgegrenzt mit blasserer Unterseite und stärker gegabeltem Schwanz, aber die Unterschiede werden als nicht konstant und ausreichend angesehen.

## Stimme
Die Rufe werden als leises Zwitschern, als lauter „tsip“ und von Ansitzen aus und im Fluge als lautes quietschend unangenehmes Geräusch beschrieben.

## Lebensweise
Die Nahrung besteht hauptsächlich aus fliegenden Insekten, die einzeln, paarweise oder in kleinen Gruppen gejagt werden in geringer oder mittlerer Höhe. Der Flug ist gegenüber dem der Rauchschwalbe langsam. Nach der Brutzeit bildet die Art große Schwärme von bis zu 500 Individuen.

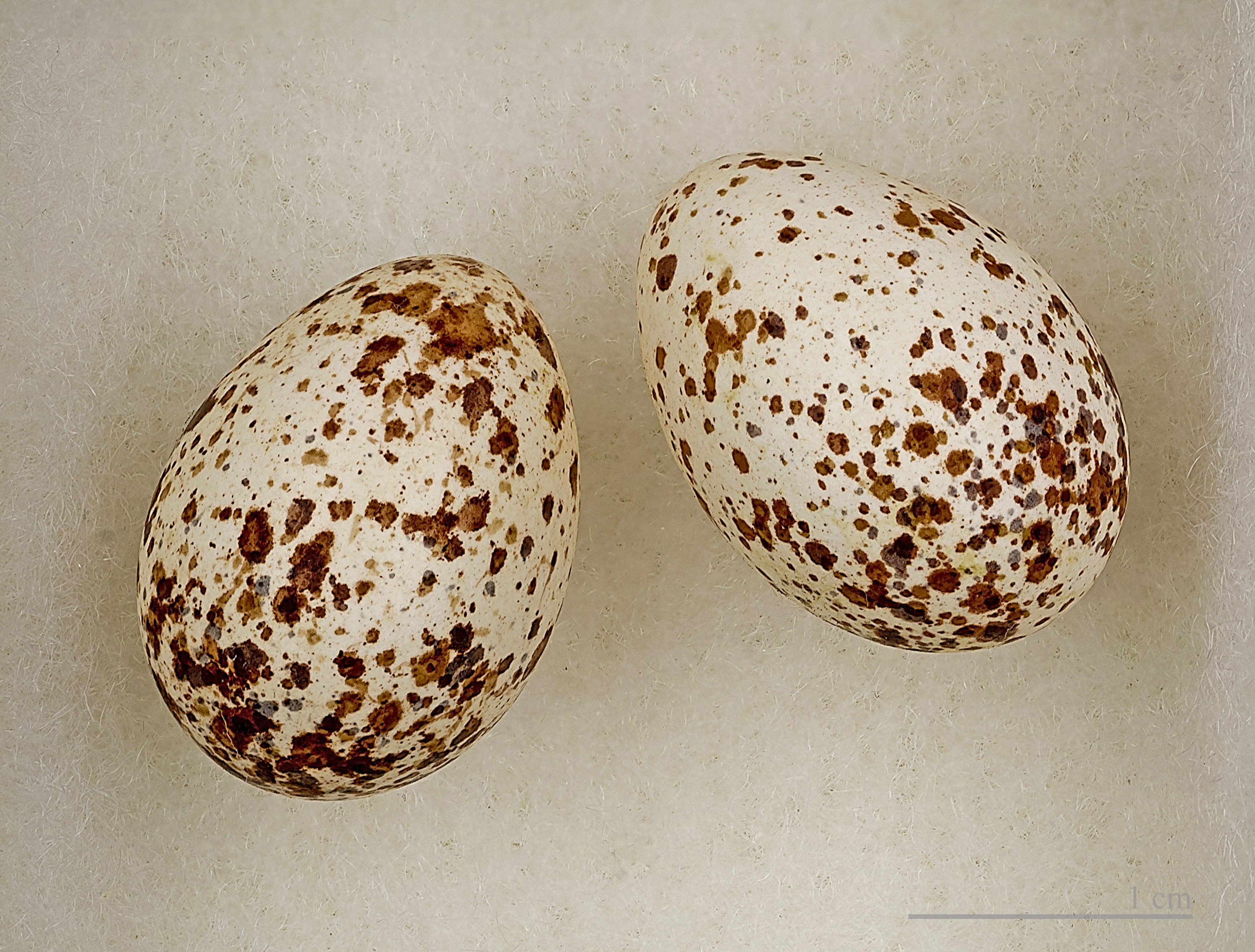
Eier der Angolaschwalbe

Die Brutzeit liegt im Mai und im September in Gabun und Angola, zwischen Januar und Juli und Oktober und Dezember in Uganda, im Mai in Kenia, zwischen November und Februar in Tansania, zwischen März und Mai, im August, Oktober und Dezember in der Demokratischen Republik Kongo, zwischen Mai und Dezember in Sambia und zwischen Oktober und Dezember in Malawi. Es kann bis zu drei Bruten im Jahr geben. Die Nester werden gern unter Brücken gebaut, einzeln oder in auch großen Gruppen. Das Nest ist aus Lehm mit trockenem Gras und Federn ausgelegt und befindet sich 3 bis 6 m über dem Grund unter überhängenden Strukturen wie Klippen, Felsen, Höhlen, Überdachungen an Häusern. Das Gelege besteht aus 2–3, meist 3 Eiern, die über 17–18 Tage ausgebrütet werden.

## Gefährdungssituation
Der Bestand gilt als „nicht gefährdet“ (Least Concern).